# Lemme d'évitement des idéaux premiers
En algèbre commutative, le lemme d'évitement s'énonce comme suit : 
Théorème — 
Soit A un anneau commutatif. Soit I un idéal de A contenu dans la réunion d'un nombre fini n ≥ 2 d'idéaux P1, … , Pn.
Si P3, … , Pn sont premiers alors I est contenu dans l'un des Pi.
Il existe une version pour les anneaux gradués :
Théorème — 
Soit B un anneau commutatif unitaire gradué. Soient P1, … , Pn des idéaux premiers de B et I un idéal homogène de B engendré par des éléments homogènes de degrés strictement positifs. Supposons que tout élément homogène de I appartient à la réunion des Pi. Alors I est contenu dans l'un des Pi.
Le lemme d'évitement est en général utilisé sous la forme de sa contraposée : si un idéal I n'est contenu dans aucun des idéaux premiers Pi, alors il existe un élément de I n'appartenant à aucun des Pi. 
En géométrie algébrique, ce lemme dit que dans un schéma affine SpecA, si l'on se donne un nombre fini de points en dehors d'un fermé V(I), alors ces points restent en dehors d'un fermé principal V(f) contenant V(I). La version du lemme d'évitement pour les anneaux gradués implique que dans une variété projective, tout ensemble fini de points est contenu dans un ouvert affine. 
Contre-exemple.  Voici un exemple qui montre que le lemme d'évitement est faux pour les idéaux en général. Soit {\displaystyle A={\mathbb {Z} }[X,Y]} et considérons les idéaux
{\displaystyle I=2A+XA+YA}
et 
{\displaystyle J_{1}=2A+X^{2}A+YA,\quad J_{2}=2A+XA+Y^{2}A,\quad J_{3}=2A+(X+Y)A+X^{2}A+Y^{2}A+XYA.}  
Alors I est contenu dans la réunion des Ji (cela peut se vérifier dans l'anneau quotient {\displaystyle A/(2A+X^{2}A+Y^{2}A+XYA)} qui est un anneau local à 4 éléments), mais I n'est contenu dans aucun des Ji. 
Remarque. Si A contient un corps infini ou si c'est un anneau principal alors, dans le lemme d'évitement des idéaux premiers, on peut prendre pour Pi des idéaux quelconques. 

## Résultats similaires dans d'autres structures
- Dans un groupe, si un sous-groupe est contenu dans la réunion de deux sous-groupes, alors il est contenu dans l'un d'eux. En revanche, un groupe peut très bien être la réunion de trois sous-groupes propres (exemple : le groupe de Klein).
- Dans un espace vectoriel sur un corps infini, si un sous-espace vectoriel E est contenu dans la réunion d'un nombre fini d'autres sous-espaces vectoriels F1, … , Fn, alors E est contenu dans l'un des Fi (cf. Union de sous-espaces vectoriels).
- Le même résultat vaut pour les espaces affines sur un corps infini.